# Thickskin
Thickskin ist das 2003 veröffentlichte vierte Studioalbum der US-amerikanischen Hardrock-Band Skid Row. Es ist das erste mit Sänger Johnny Solinger, der Sebastian Bach ersetzte und das einzige mit dem früheren Schlagzeuger von Saigon Kick, Phil Varone. Das Album beinhaltete einen moderneren Sound.

## Titelliste
| Nr. | Titel                     | Autor(en)                             | Länge |
| --- | ------------------------- | ------------------------------------- | ----- |
| 1.  | New Generation            | Rachel Bolan, Dave Sabo               | 3:18  |
| 2.  | Ghost                     | Bolan, Sabo, Damon Johnson            | 3:54  |
| 3.  | Swallow Me (The Real You) | Bolan, Sabo                           | 3:38  |
| 4.  | Born a Beggar             | Bolan, Sabo, Scotti Hill, Sean McCabe | 4:28  |
| 5.  | Thick Is the Skin         | Bolan, Sabo                           | 3:48  |
| 6.  | See You Around            | Bolan, Sabo, Johnson                  | 4:19  |
| 7.  | Mouth of Voodoo           | Bolan, Sabo, Johnny Solinger          | 4:26  |
| 8.  | One Light                 | Bolan, Sabo                           | 4:07  |
| 9.  | I Remember You Two        | Bolan, Sabo                           | 3:20  |
| 10. | Lamb                      | Bolan, Sabo                           | 3:41  |
| 11. | Down from Underground     | Bolan, Sabo, Johnson                  | 4:35  |
| 12. | Hittin’ a Wall            | Bolan, Sabo, Hill                     | 3:06  |

## Under the Skin (The Making of Thickskin)DVD
Die DVD Under the Skin erschien am 12. August 2003 und enthält ein Special hinter den Kulissen, ein Making of des Albums. Außerdem sind eine Fotogalerie, Interviews, Musikvideos und Livematerial enthalten.
DVD-Titelliste
1. „New Generation“
2. „Beat Yourself Blind“
3. „Lamb“
4. „Mouth of Voodoo“
5. „Thick Is the Skin“
6. „One Light“
7. „I Remember You Two“
8. „Ghost“
9. „Quicksand Jesus“
10. „Piece of Me“
11. „See You Around“

## Rezensionen
Daniel Böhm schrieb für das deutsche Magazin Rock Hard, das Album sei moderner geschmackssicherer US-Rock’n’Roll mit „100 % street credibility“. Alex Henderson von AllMusic schrieb: „It's an appealing combination, although some diehard Bach loyalists will inevitably insist that an alterna-rock version of Skid Row isn't really Skid Row. Regardless, this is a decent outing -- one that falls short of essential, but is still a respectable demonstration of the band's ability to revamp their sound and carry on without Bach.“